# Leucettusa sambucus
Leucettusa sambucus är en svampdjursart som först beskrevs av Preiwisch 1904.  Leucettusa sambucus ingår i släktet Leucettusa och familjen Leucaltidae. Inga underarter finns listade i Catalogue of Life.